# Lonnie Donegan
Pour les articles homonymes, voir Donegan.
Lonnie Donegan, de son vrai nom Anthony James Donegan, était un chanteur écossais, banjoïste et guitariste de skiffle, né le 29 avril 1931 à Glasgow et mort le 3 novembre 2002 à Peterborough (Angleterre).

## Biographie
Surnommé « le roi du skiffle », Lonnie Donegan est en réalité un chanteur de musiques folkloriques de Grande-Bretagne qui a connu une influence des musiques folk des États-Unis, en vogue dans les années 1950 après le succès d'artistes américains comme Pete Seeger, Harry Belafonte, Leadbelly, Big Bill Broonzy ou Josh White. Il a eu une influence considérable sur les musiciens du rock anglais des années 1960. Auteur de nombreuses chansons qui connaîtront un grand succès entre 1956 à 1962, il classe plusieurs chansons dans les meilleures ventes de son pays à plusieurs reprises. Sa reprise énergique de Rock Island Line (une chanson du chanteur et guitariste américain Leadbelly accompagné par le Golden Gate Quartet dans l'enregistrement originel de 1940) lui donne accès aux émissions de télévision de la BBC alors en plein essor, et fait connaître Donegan en 1957. La chanson devient avec sa version « un des singles les plus populaires et les plus vendus en Grande-Bretagne avant l’avènement des Beatles, cette chanson lance le skiffle craze ». John Lennon racontera que la version de Lonnie Donegan est la première chanson qu'il ait jamais apprise, contribuant à sa vocation de chanteur. Il l'interpréta lors de sa première prestation scénique aux côtés de Paul McCartney en 1957.
Parmi les titres de Donegan figurent en bonne place les compositions Putting On the Style, Cumberland Gap, Gamblin Man, Does Your Chewing Gum Lose It's Flavour, San Miguel, Lost John, Have a Drink on Me ou encore I'll Never Fall in Love Again dont l'interprétation par Tom Jones deviendra quelques années plus tard un succès international.
Ses apparitions scéniques laissent apparaître un chanteur joueur, jovial, plein d'humour et proche de son groupe de musiciens. Comme d'autres artistes des années 1950, il ne connaîtra qu'un faible succès dans la décennie suivante.
Van Morrison lui rendra un hommage, en compagnie de Chris Barber, à travers un concert à Dublin qui donnera lieu à un disque, The Skiffle Session sorti en 1999. Diverses compilations retracent sa carrière musicale.
Durant les trente dernières années de sa carrière, il tournera avec les mêmes musiciens : Paul Henry (Guitare), Chris Hunt (batterie), Sticky Wicket (percussion), Eddie Masters (basse) et Peter Donegan (guiatre).
Ses musiciens participeront également à un concert hommage en faveur de Lonnie Donegan avec des artistes comme Joe Cocker, Chris Farlowe, Rolf Harris, Roger Daltrey, Mark Knopfler, Van Morrison et Chris Barber. Sur son album Shangri-La, Mark Knopfler lui rend hommage avec la chanson Donegan's Gone.
En juin 2013, Johnny Hallyday accompagné à la guitare de Brian Setzer lui rend hommage avec la chanson « Dead or alive » à la fin du concert donné au Théâtre de Paris qui a servi d'enregistrement de l'album live Born Rocker Tour.

## Discographie

### Albums studio
- Lonnie Donegan Showcase (December 1956) – UK # 2; UK No. 26 ‡
- Lonnie (November 1957) – UK No 3
- Lonnie Rides Again (May 1959) - Réédité en 1960 sous le titre Skiffle Folk Songs
- Sing Hallelujah (December 1962)
- The Lonnie Donegan Folk Album (August 1965)
- Lonniepops – Lonnie Donegan Today (1970)
- Lonnie Donegan Meets Leinemann (with Leinemann, 1974)
- Country Roads (with Leinemann, 1976)
- Puttin' on the Style (February 1978) : Incluant des musiciens invités tels que : Rory Gallagher, Elton John, Ron Wood, Ringo Starr, Nicky Hopkins, Brian May, Mick Ralphs, etc.
- Sundown (May 1979)
- Mule skinner Blues (January 1999)

### Albums live
- The Great Re-Union Album (1974)
- The Skiffle Sessions – Live in Belfast (2000) Enregistré en 1988 avec Van Morrison, Chris Barber et d'autres.
- The Last Tour (2006)
- Jubilee Concert 1st Half (2007)
- Jubilee Concert 2nd Half (2007)
- Lonnie Live! Rare Tapes from the Late Sixties (2008)
- Donegan on Stage – Lonnie Donegan at Conway Hall

### Compilations
- Tops with Lonnie (September 1958)
- More! Tops with Lonnie (April 1961)
- Golden Age of Donegan (1962) – UK No. 3
- Golden Age of Donegan Volume 2 (1963) – UK No. 15
- Putting on the Style (1978) – UK No. 51
- King of Skiffle (1998)
- Puttin' on the Style – The Greatest Hits (2003) – UK No. 45[1]
- This Yere de Story (2004)

### Maxi singles
- "Rock Island Line" / "John Henry" / "Digging My Potatoes" / "Bury My Body". 45 rpm, Decca 6345 (1954) †
- Skiffle Session (EP) (1956) – UK No. 20 †
- "Railroad Bill" / "Stockalee" / "Ballad of Jesse James" / "Ol' Riley"
- Backstairs Session (EP) (1956)[23]: 37  – †
- "Midnight Special" / "New Burying Ground" / "It Takes a Worried Man" / "When the Sun Goes Down".[24]
- Does Your Chewing Gum Lose Its Flavour (On the Bedpost Overnight) (1961)